# Politik i Polen
Politik i Polen karaktäriseras sedan 1990-talet av parlamentarisk demokrati med flerpartisystem där premiärministern är regeringschef och presidenten är statschef.
Den polska nationalförsamlingen har lagstiftande makt och är uppdelad i två kammare, sejmen med 460 platser och senaten med 100 platser.
Det polska politiska systemet definieras av den nuvarande polska konstitutionen från 1997.